# Nationale Integritätsagentur

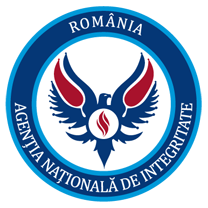
Logo der Nationale Integritätsagentur

Die Nationale Integritätsagentur (rumänisch Agenția Națională de Integritate, Abkürzung ANI) ist eine staatliche Institution in Rumänien, die 2007 gegründet wurde. Präsident der ANI ist seit März 2008 Alexandru Cătălin Macovei, der bereits seit November 2007 ihr Vizepräsident war. Die Gründung der ANI gehörte zusammen mit der Gründung der Nationalen Antikorruptionsbehörde und der Behörde zur Bekämpfung der organisierten Kriminalität und des Terrorismus zu den rumänischen Reformen, die mit Blick auf den EU-Beitritt Rumäniens vorgenommen wurden.
Die Einführung der ANI sollte der Eindämmung und Bekämpfung von Großkorruption innerhalb der politischen Klasse Rumäniens dienen. Ihre Aufgabe ist es, bei hohen Funktions- und Mandatsträgern die Vermögenserklärungen zu überprüfen, Interessenkonflikte aufzudecken und Inkompatibilitäten zu unterbinden.
Der im Juli 2009 veröffentlichte Fortschrittsbericht der zuständigen EU-Kommission kritisierte einen Mangel an politischen Engagement für die Erfüllung der Anti-Korruption-Standards der Europäischen Union. Die bisherigen Fortschritte wurde als unzureichend bewertet; das Rechtssystem stehe „zu einem bestimmten Maß unter politischem Druck“. Damit in Rumänien Fortschritte sichtbar würden, dürfe die Justiz nicht politisiert werden. Es müsse „ein politischer Konsens gefunden werden, damit das juristische System unabhängig arbeiten“ könne.
Am 14. April 2010 entschied das Verfassungsgericht Rumäniens, dass das Gesetz zur Einrichtung der Nationalen Integrationsagentur in wesentlichen Teilen verfassungswidrig sei. Am 19. Juli hat das Verfassungsgericht ein geändertes Gesetz vom 30. Juni 2010 wiederum für verfassungswidrig erklärt, so dass am 16. August 2010 in der Abgeordnetenkammer und am 24. August 2010 im Senat erneut ein Gesetz verabschiedet wurde.